# Розинг (тауншип, Миннесота)
Розинг (англ. Rosing) — тауншип в округе Моррисон, Миннесота, США. На 2000 год его население составило 135 человек.

## География
По данным Бюро переписи населения США площадь тауншипа составляет 50,0 км², из которых 47,0 км² занимает суша, а 3,0 км² — вода (5,96 %).

## Демография
По данным переписи населения 2000 года здесь находились 135 человек, 53 домохозяйства и 41 семья. Плотность населения —  2,9 чел./км². На территории тауншипа расположено 92 постройки со средней плотностью 2,0 построек на один квадратный километр. Расовый состав населения: 98,52 % белых и 1,48 % коренных американцев.
Из 53 домохозяйств в 39,6 % воспитывались дети до 18 лет, в 66,0 % проживали супружеские пары, в 3,8 % проживали незамужние женщины и в 20,8 % домохозяйств проживали несемейные люди. 18,9 % домохозяйств состояли из одного человека, при том 11,3 % из — одиноких пожилых людей старше 65 лет. Средний размер домохозяйства — 2,55, а семьи — 2,88 человека.
29,6 % населения — младше 18 лет, 3,0 % — в возрасте от 18 до 24 лет, 31,9 % — от 25 до 44, 25,2 % — от 45 до 64, и 10,4 % — старше 65 лет. Средний возраст — 35 лет. На каждые 100 женщин приходилось 117,7 мужчин. На каждые 100 женщин старше 18 приходилось 111,1 мужчин.
Средний годовой доход домохозяйства составлял 43 500 долларов, а средний годовой доход семьи —  44 000 долларов. Средний доход мужчин —  35 893  доллара, в то время как у женщин — 26 250. Доход на душу населения составил 19 955 долларов. За чертой бедности находились 4,2 % семей и 5,3 % всего населения тауншипа, из которых 12,5 % старше 65 лет.